# Pachycondyla sinensis
Pachycondyla sinensis is een mierensoort uit de onderfamilie van de Ponerinae. De wetenschappelijke naam van de soort is voor het eerst geldig gepubliceerd in 1992 door Wang, M..